# Melanotaenia arfakensis
The Arfak rainbowfish (Melanotaenia arfakensis) là một loài cá thuộc họ Melanotaeniidae. Nó là loài đặc hữu của West Papua in Indonesia. Môi trường sống tự nhiên của nó là các con sông. Nó bị đe dọa do mất môi trường sống.